# Jan VI. Ratibořský
Jan VI. Ratibořský (asi 1484–1506) byl druhý syn Jana V. Ratibořského a Magdaleny Opolské, kníže ratibořský spolu s bratry Mikulášem VII. a Valentinem v letech 1493–1506.
Po smrti otce v roce 1493 byl stejně jako jeho bratři Mikuláš nezletilý a regentství se ujala jeho matka Magdalena (zm. 1501). Plnoletým se stal roku 1500, kdy dosáhl šestnácti let. V historii ale nestačil sehrát významnější úlohu, protože zemřel už o šest let později.
Jan VI. zemřel v roce 1506, aniž by se oženil a měl potomky. Vláda v Ratiboři zůstala nejmladšímu a jedinému přeživšímu bratrovi Valentinovi.